# Línia evolutiva de Gastly
Aquesta línia evolutiva de Pokémon inclou Gastly, Haunter i Gengar.

## Gastly
Gastly és un personatge fictici de la franquícia de videojocs de Pokémon, així com altres jocs i productes derivats. És de tipus fantasma i verí. Evoluciona a Haunter.

## Haunter
Haunter és un personatge fictici de la franquícia de videojocs de Pokémon, així com altres jocs i productes derivats. És de tipus fantasma i verí. Evoluciona de Gastly i evoluciona a Gengar.

## Gengar
Gengar és una de les espècies que apareixen a la franquícia Pokémon. És de tipus fantasma i verí. Evoluciona de Haunter.